# Окироја
Окироја (грч. Ωκυρρόη) је у грчкој митологији било име више личности.

## Митологија
- Хесиод у теогонији је наводи као једну од Океанида.[1][2]

- Кћерка кентаура Хирона, која се у литератури среће и као Меланипа. У Овидијевим „Метаморфозама“ се као њена мајка помиње Харикло. Била је нимфа и имала дар прорицања. Зевс ју је преобразио у кобилу зато што је одавала тајне богова и поставио је у сазвежђе Пегаз.[3] Наиме, то се десило када је почела да прориче судбину тек рођеног Асклепија.[4] Њен отац Хирон је такође пренесен међу звезде или у суседно сазвежђе Стрелац или у удаљеније сазвежђе Кентаур. Према другом предању, у кобилу ју је претворила Артемида која ју је мрзела. Постоји и предање према коме је она зачела са Еолом, богом ветра, па је у страху од свог оца побегла на планину Пелион. Пошто ју је отац тражио, уплашила се да ће је наћи и открити њену бременитост, па је замолила богове да је претворе у кобилу. Молбу јој је испунила Артемида. Према Диодору, она је била Еолова мајка, кога је зачела са Хипотом.[3]

- Нимфа Најада која је потицала са извора реке Имбрас са острва Самос. Као њени родитељи се наводе Имбрас, бог истоимене реке и Хесија.[5] Прогањао ју је бог Аполон и она је покушала да утекне са острва на броду. Међутим, бог је разбио брод о стене, капетана тог брода, Помпила, преобразио у рибу (врсту Naucrates ductor),[2] а Окироју силовао.[5]

- Нимфа Најада из Фригије.[6] Била је кћерка локалног речног бога Сангарија и имала је сина Хипаса са Хипомедонтом.[2] Према неким изворима, она је са Хипасом имала синове Харопа, Сока, Аписаона, Агелаја, Памона и Хипомедонта.[7]

- Океанида, Најада, која је потицала из Колхиде, са источне обале Црног мора. Са Хелијем је имала сина Фасида.[8]

- Најада са извора реке Каик у Теутранији, западна Мизија (Анатолија). Са Хермесом је имала сина Каика, према коме је поменута река и добила назив.[9]